# George Fawcett
Pour les articles homonymes, voir Fawcett.
George Fawcett, né  à Alexandria (Virginie) le 25 août 1860 et mort à Nantucket (Massachusetts) le 6 juin 1939, est un acteur américain de l'époque du cinéma muet.

## Biographie
Il joua dans 150 films entre 1915 et 1931, et réalisa également trois films au début des années 1920. Il était marié à l'actrice américaine Percy Haswell.

## Filmographie partielle
Acteur
- 1916 : The Crisis de Colin Campbell - Juge Silas Whipple
- 1916 : Betty of Greystone d'Allan Dwan - Jim Weed
- 1917 : Panthea d'Allan Dwan - Le préfet de police
- 1918 : Bas les masques ! (The Hun Within) de Chester Withey
- 1918 : À côté du bonheur (The Great Love) de D. W. Griffith
- 1918 : La Flamme et le Papillon (The Talk of the Town) de Allen Holubar
- 1918 : Cœurs du monde (Hearts of the World) de D. W. Griffith
- 1919 : Dans la tourmente (The Girl Who Stayed at Home de D. W. Griffith
- 1919 : Le Pauvre Amour (True Heart Susie) de D. W. Griffith - L'étranger
- 1919 : Le Roman de la vallée heureuse (A Romance of Happy Valley) de D. W. Griffith - John L. Logan Sr.
- 1920 : Two Weeks de Sidney Franklin - Jimby Lewis
- 1920 : Babs d'Edward H. Griffith
- 1921 : Le Douzième Juré (Nobody), de Roland West
- 1921 : Forever de George Fitzmaurice
- 1921 : Hush Money de Charles Maigne
- 1922 : Le Réquisitoire (Manslaughter) de Cecil B. DeMille - Juge Homans
- 1922 : West of the Water Tower de Rollin S. Sturgeon
- 1923 : His Children's Children de Sam Wood
- 1923 : Java Head de George Melford
- 1923 : La Femme aux quatre masques (The Woman with Four Faces) de Herbert Brenon
- 1924 : Triomphe (Triumph) de Cecil B. DeMille
- 1924 : Marins (Code of the Sea) de Victor Fleming
- 1924 : Tess of the D'Urbervilles de Marshall Neilan
- 1924 : La vie et la mort ont croisé le fer (In Every Woman's Life) de Irving Cummings
- 1924 : A Lost Lady de Harry Beaumont
- 1924 : Calomnie (Pied Piper Malone) de Alfred E. Green
- 1925 : The Circle de Frank Borzage - Lord Hugh Porteus
- 1925 : The Price of Pleasure de Edward Sloman
- 1925 : Le Gardien du foyer (The Home Maker) de King Baggot
- 1925 : La Veuve joyeuse (The Merry Widow) de Erich von Stroheim - Roi Nikita 1er
- 1925 : Une femme très sport (The Sporting Venus) de Marshall Neilan
- 1925 : Extra Dry (Thank You) de John Ford : Cornelius Jamieson
- 1926 : Le Fils du cheik (The Son of the Sheik) de George Fitzmaurice - André Romez
- 1926 : La Chair et le Diable (Flesh and the Devil) de Clarence Brown - Pasteur Voss
- 1926 : Two Can Play de Nat Ross : John Hammis
- 1927 : La Vallée des géants (The Valley of the Giants) de Charles Brabin - John Cardigan
- 1927 : Captain Salvation de John S. Robertson
- 1927 : L'Ennemie (The Enemy) de Fred Niblo - August Bejremd
- 1927 : Anna Karénine (Love) d'Edmund Goulding - le Grand Duc Michel
- 1928 : La Symphonie nuptiale (The Wedding March) d'Erich von Stroheim - Prince Ottokar von Wildeliebe Rauffenburg
- 1929 : Le Lys du faubourg (Lady of the Pavements) de D. W. Griffith
- 1929 : The Gamblers de Michael Curtiz - Emerson Sr.
- 1929 : Hearts in Exile de Michael Curtiz - Dmitri Ivanov
- 1929 : La Naissance d'un empire (Tide of Empire), d'Allan Dwan - Don Jose
- 1929 : The Great Divide de Reginald Barker
- 1929 : Fancy Baggage de John G. Adolfi
- 1929 : Wonder of Women de Clarence Brown
- 1930 : Femmes de luxe (Ladies of Leisure) de Frank Capra - John Strong
- 1930 : The Bad One de George Fitzmaurice
- 1930 : Swing High, de Joseph Santley
- 1930 : Men Are Like That de Frank Tuttle
- 1931 : Docteur Karlov (Drums of Jeopardy) de George B. Seitz

Réalisateur
- 1920 : Deadline at Eleven
- 1920 : Little Miss Rebellion
- 1921 : Such a Little Queen